# Bahnhof Bergisch Gladbach
Der Bahnhof Bergisch Gladbach ist ein Kopfbahnhof und der verkehrstechnische Mittelpunkt für den Stadtteil Stadtmitte der Stadt Bergisch Gladbach in Nordrhein-Westfalen. Bis 1965 trug er den Namen Berg. Gladbach Stadtmitte. Seit dem 1. Juni 1975 ist er der Endpunkt der aus Köln/Düsseldorf kommenden S-Bahn-Linie S 11 und außerdem der Güterbahnhof der Stadt. Er liegt am elektrifizierten westlichen Restteil der Bahnstrecke Köln-Mülheim–Lindlar. Der Bahnhof fällt unter die Preisklasse 5. Zu Zeiten der Rheinprovinz war er – Bahnhof Gladbach genannt – zudem Wohnplatz der ehemaligen Bürgermeisterei Bergisch Gladbach.
Der Bahnhof besitzt insgesamt sieben befahrbare Gleise, davon eins mit Bahnsteig und Oberleitung für den S-Bahn-Verkehr; die anderen dienen ausschließlich dem Güterverkehr. In der Bahnhofseinfahrt befindet sich ein historisches mechanisches Stellwerk, welches bereits seit dem Jahre 1911 in Betrieb ist. Angrenzend an den S-Bahnsteig ist ein Busbahnhof mit insgesamt 14 Haltebuchten, welcher von 20 Linien am Tage und 6 Nachtbuslinien bedient wird.

## Geschichte
Der Bahnhof wurde zusammen mit der Strecke Köln-Mülheim–Bergisch Gladbach im Jahre 1868 eröffnet. Im Jahre 1870 wurde die Strecke von der Einfahrt des Bergisch Gladbacher Bahnhofs nach Bensberg weitergebaut. Daher mussten Züge nach Bensberg im Bahnhof Bergisch Gladbach kopfmachen. Aufgrund der gestiegenen Größe des Bahnhofs eröffnete man 1890 das Stellwerk an der Bahnhofseinfahrt in Insellage zwischen der Strecke nach Köln-Mülheim, der Strecke nach Bensberg und dem Bahnübergang Tannenbergstraße.
1885 wurde der sogenannte Bahnhof Gladbach mit einem Haus und 11 Einwohnern als Wohnplatz der Bürgermeisterei Bergisch Gladbach geführt.
Im Jahr 1912 wurde eine Verbindungskurve vor dem Kopfbahnhof Bergisch Gladbach erbaut. Zudem wurde ein zweiter Bahnhof im Stadtteil Gronau südwestlich des alten Kopfbahnhofs als reiner Personenbahnhof errichtet, nun ein Durchgangsbahnhof. Personenzüge verkehrten nun von Mülheim aus direkt über die neue Verbindungskurve zum neuen Bahnhof und weiter Richtung Bensberg. Der Kopfbahnhof in der Stadtmitte, wo auch mehrere Gleisanschlüsse in umliegende Fabriken bestanden, wurde von nun an nur noch von Güterzügen bedient.
Nach der Eröffnung des neuen, umgebauten Kopfbahnhofes, nun Bergisch Gladbach Stadtmitte, im Jahre 1950 fuhren Personenzüge wieder über den heutigen Bahnhof, der nun ein neues Empfangsgebäude besaß. Aus diesem Grund wurde die Verbindungskurve nicht mehr genutzt und schließlich Anfang der 1960er Jahre abgebaut.
Der Kopfbahnhof war somit bis 1912 und ist seit September 1965 der einzige Personenbahnhof in Bergisch Gladbach. Bis 1965 hielten an beiden Bahnhöfen Bergisch Gladbach Stadtmitte (alter und heutiger Kopfbahnhof) sowie Bergisch Gladbach (Gronau) südlich des Gleisdreiecks Personenzüge. Der Personenzugverkehr zwischen Bergisch Gladbach und Bensberg wurde am 29. September 1965 eingestellt, womit auch die Betriebszeit des südlichen Bahnhofs in Gronau endete.
Bei der Einrichtung der S-Bahn wurde die Strecke zwischen Köln-Mülheim und Bergisch Gladbach in den Jahren 1974/75 elektrifiziert. Im Bahnhof Bergisch Gladbach selbst beschränkte sich die Elektrifizierung jedoch auf das für den S-Bahn-Verkehr benutzte Bahnsteiggleis sowie ein weiteres Abstellgleis am Bahnsteigende. Nach der Stilllegung des Abstellgleises wurde die Oberleitung dort wieder entfernt, so dass das Bahnsteiggleis heute das einzige elektrifizierte Gleis des Bahnhofs ist.

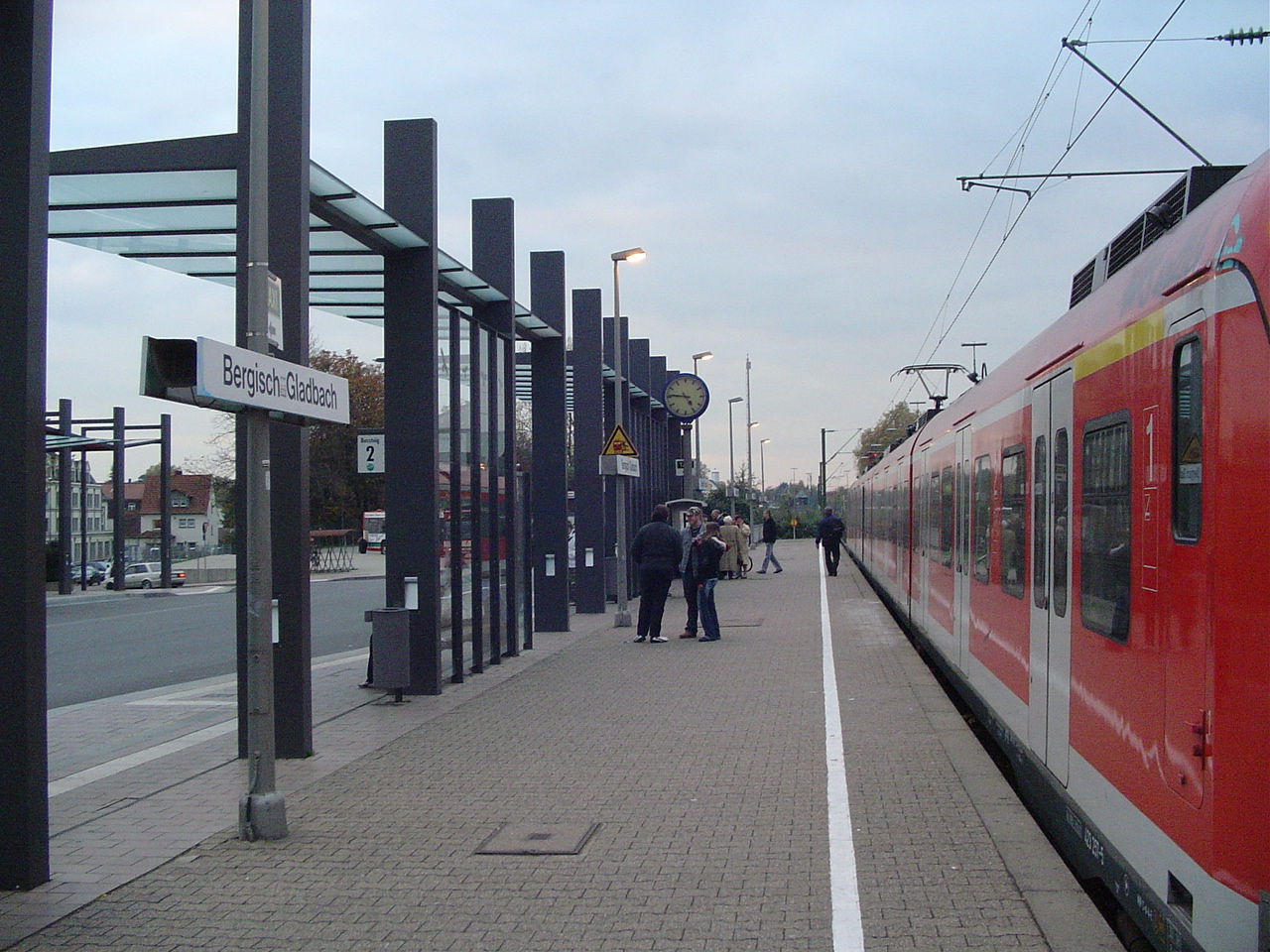
S-Bahn im Bahnhof Bergisch Gladbach

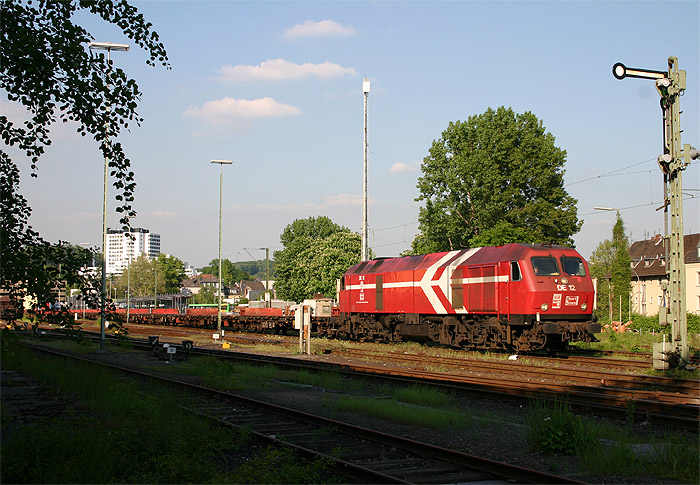
DE 12 der HGK rangiert im Bahnhof Bergisch Gladbach

Gegen Ende 2011 wurden im nördlichen Bereich des Güterbahnhofs und in der Bahnhofseinfahrt verschiedene, nicht mehr benötigte Gleise samt Weichen zurückgebaut. An der Johann-Wilhelm-Lindlar-Straße entstand auf dem freigewordenen Gelände im Herbst 2014 ein gebührenpflichtiger städtischer Parkplatz.
| Linie | Verlauf | Takt   |
| ----- | --- | ------ |
| S 11  | D-Flughafen Terminal – D-Unterrath – D-Derendorf – D-Zoo – D-Wehrhahn – Düsseldorf Hbf – D-Friedrichstadt – D-Bilk – D-Völklinger Straße – D-Hamm – NE Rheinparkcenter – NE Am Kaiser – Neuss Hbf – Neuss Süd – Norf – NE-Allerheiligen – Nievenheim – Dormagen – Dormagen-Chempark – Köln-Worringen – K-Blumenberg – K-Chorweiler Nord – K-Chorweiler – K-Volkhovener Weg – K-Longerich – K-Geldernstraße/Parkgürtel – K-Nippes – K-Hansaring – Köln Hbf – K-Messe/Deutz – K-Buchforst – K-Mülheim – K-Holweide – K-Dellbrück – Duckterath – Bergisch Gladbach Stand: Fahrplanwechsel Dezember 2023 | 20 min |

## Güterverkehr

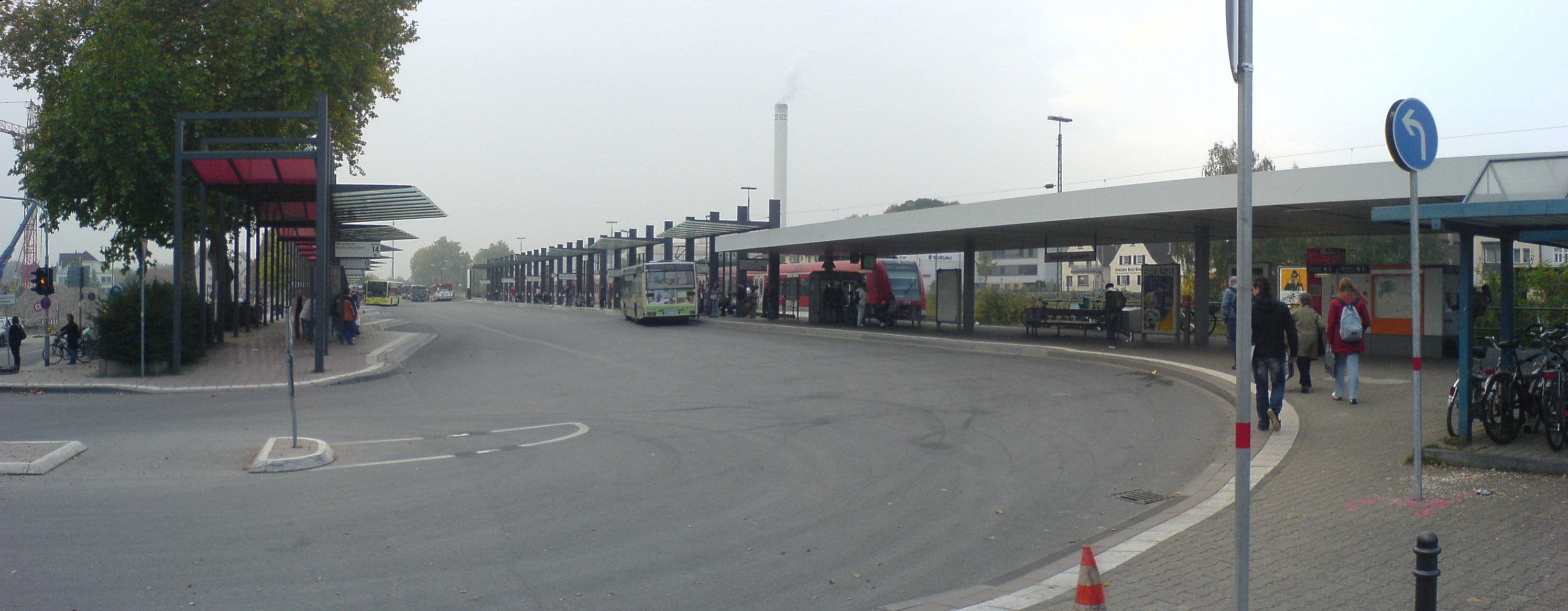
Rundblick über den angrenzenden Busbahnhof

Von den ehemals zahlreichen Gleisanschlüssen in der Nähe des Bahnhofs wird heute nur noch der Gleisanschluss der Papierfabrik M-real Zanders im Gewerbegebiet Gohrsmühle genutzt. Seit dem 20. Dezember 2012 verkehren dabei nur noch unregelmäßig Ganzzüge aus Selbstentladewagen mit Kohle für das werkseigene Kraftwerk. Die Anlieferung von Zellulose mit Ganzzügen direkt ins Werk ist seitdem komplett eingestellt, genau wie die wöchentliche Bedienung des Containerterminals des BGE Logistikzentrums im Gewerbegebiet Zinkhütte über die Strecke vom Bahnhof Bergisch Gladbach in Richtung Bensberg, welche zuletzt nur noch ein Bahnhofsgleis des Bahnhofs Bergisch Gladbach war. Grund für die starke Reduzierung des Güterverkehrs sind die nur noch geringen Gütermengen des einzigen Nutzers, der Papierfabrik M-Real Zanders, für welche nun die Beförderung mit Lastkraftwagen günstiger ist.
Die Güterzüge nach Bergisch Gladbach werden seitdem ausschließlich von DB Cargo Deutschland gefahren; bis zum Jahresende 2012 fuhr insbesondere die Häfen und Güterverkehr Köln (HGK) die Züge. Da weder der Bergisch Gladbacher Güterbahnhof (samt Ausziehgleis) noch der Hafen Köln-Niehl elektrifiziert sind, werden die Güterzüge nach Bergisch Gladbach immer mit einer Diesellok bespannt, die existierende Oberleitung kann also nicht genutzt werden. Hierzu setzt DB Cargo meist Rangierloks der Baureihe 290 ein.
Früher existierten außerdem Gleisanschlüsse ins Gewerbegebiet West (westlich des Bahnhofs) und in das Werk von Isover, welches direkt nördlich an den Bahnhof grenzt und einst sogar einen eigenen kleinen Güterbahnhof besaß. Beide Gleisanschlüsse sind heute größtenteils abgebaut, das Gleis zum Isover-Gelände endet seit 2012 unmittelbar hinter dem Zaun an einem Prellbock.

## Umbauten und Pläne

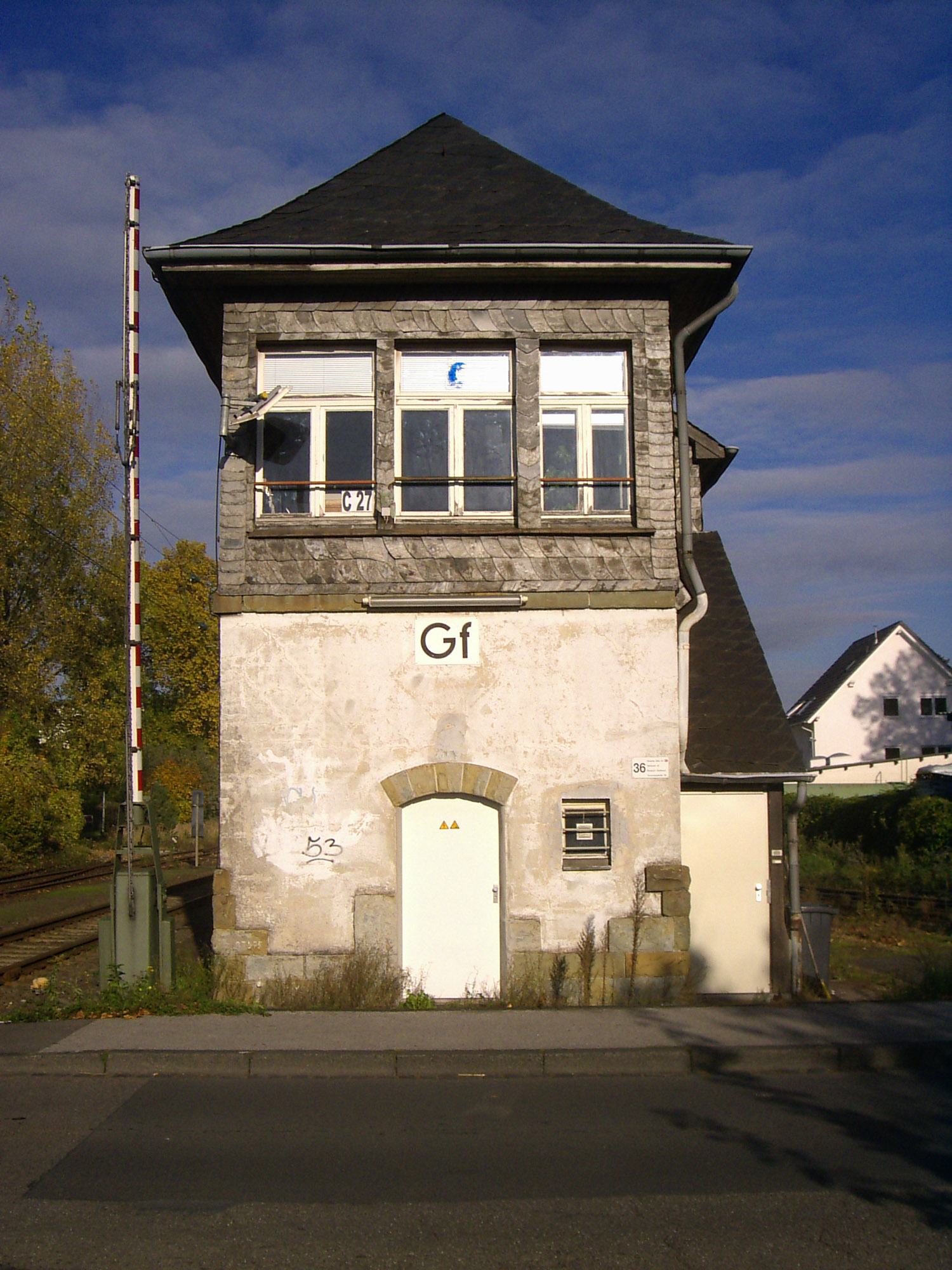
Stellwerk Gf

### Bahnsteiganpassung
Ab Januar 2017 wurde das Bahnsteigdach des Bahnsteiggleises mit einer Länge von 45 m neu errichtet. Das Gleis wurde um 20 cm abgesenkt, um einen stufenlosen Zugang zu den auf der S 11 eingesetzten Triebzügen der Baureihe 423 mit einer Einstiegshöhe von 96 cm zu ermöglichen. Dafür mussten auch die Oberleitung angepasst und das Einfahrtsignal versetzt werden. Durch die Maßnahme wurde der barrierefreie Übergang zu den Busbuchten erhalten.

### Zweigleisigkeit
Zunächst soll der Bahnübergang Tannenbergstraße in der Bahnhofseinfahrt durch einen oder mehrere Straßentunnel ersetzt werden. Da lediglich ein Bahnsteiggleis für den S-Bahn-Verkehr zur Verfügung steht und auch die gesamte S-Bahn-Strecke auf Bergisch Gladbacher Gebiet eingleisig ist, ist der aktuelle Fahrplan im 20-Minuten-Takt das höchstmögliche. Um den im Berufsverkehr benötigten 10-Minuten-Takt anbieten zu können, wäre es notwendig, zumindest am Bahnhof Bergisch Gladbach einen weiteren Bahnsteig zu bauen und ein zweites Gleis zu elektrifizieren. Der Idealfall wäre jedoch, die Strecke bis zum Bahnhof Köln-Dellbrück, wo der zweigleisige Abschnitt heute beginnt bzw. endet, inklusive des Haltepunktes Duckterath zweigleisig auszubauen. Das Planum ist samt Brücken und Kreuzungen bereits für ein zweites Gleis ausgelegt, allerdings soll in Bergisch Gladbach laut Plänen das zweite Bahnsteiggleis auf dem Gebiet des neuen Busbahnhofes errichtet werden. Auch ist die S-Bahn-Stammstrecke in der Kölner Innenstadt bereits an der Kapazitätsgrenze, so dass hier ebenfalls Ausbaumaßnahmen notwendig wären. Bisher scheiterten diese Umbauten jedoch an der Finanzierung. Für den Bau des zweiten Gleises sollte nach den ursprünglichen Planungen das mechanische Stellwerk Tannenbergstraße weichen und durch ein aus Duisburg ferngesteuertes, elektronisches Stellwerk ersetzt werden. Inzwischen wurde das Stellwerk auf Anordnung des Landesministeriums für Bauen, Wohnen, Stadtentwicklung und Verkehr NRW unter Nr. 172 in die Liste der Baudenkmäler in Bergisch Gladbach eingetragen. Die weiteren Planungen sind damit wieder offen.
Im Rahmen des beim Treffen von Vertretern des Bundes, des Landes Nordrhein-Westfalen und der Deutschen Bahn am 31. März 2010 beschlossenen zweigleisigen Ausbaus des Streckenabschnitts Köln-Dellbrück – Bergisch Gladbach war auch geplant, den Bahnhof Bergisch Gladbach bis 2019 zu erweitern, was bis zu diesem Zeitpunkt jedoch nicht geschah.